# Tornos pimensarius
Tornos pimensarius là một loài bướm đêm trong họ Geometridae.